# Charles Broom
Charles Broom (* 24. April 1998 in St Albans) ist ein britischer Tennisspieler aus England.

## Karriere

### Ausbildung und Jugend
Broom spielte zwischen 2014 und 2015 etwa 60 Matches auf der ITF Junior Tour. Dank einer Wildcard bestritt er sein erstes Grand-Slam-Turnier 2015 im Einzel von Wimbledon, schied jedoch in der ersten Runde aus. Im Einzel konnte er einen Titel bei einem unterklassigen Turnier gewinnen und erreichte mit Rang 167 seine beste Platzierung in der Junioren-Rangliste.
Nach seinem Schulabschluss an der St Albans School nahm Broom 2016 ein Studium am Dartmouth College in New Hampshire auf, das er 2020 mit einem Bachelor in Biochemie abschloss. Anschließend wechselte er für ein Masterstudium in Sportpädagogik an die Baylor University. Während seiner gesamten Studienzeit war er auch im College Tennis aktiv.

### 2017–2021: Erste Erfahrungen bei Profiturnieren und Einzug in die Top 1000
Bereits als Junior und während seines Studiums nahm Broom an Turnieren der ITF Future Tour teil. 2018 erreichte er zum ersten Mal das Halbfinale im Einzel, während er im Doppel 2017 und 2020 seine ersten Titel errang. Im Jahr 2021 schaffte er den Sprung in die Top 1000 der Weltrangliste, nachdem er zwei Einzel- und drei Doppeltitel gewonnen hatte.

### 2022–2023: Erste Erfolge auf der Challenger Tour
Im Jahr 2022 sicherte sich Broom vier weitere Future-Titel, darunter einen im Einzel, wodurch er häufiger bei Turnieren der ATP Challenger Tour spielberechtigt war. Durch Siege gegen Gilles Simon und Jason Jung gelang ihm bei der Ilkley Trophy erstmals der Einzug ins Hauptfeld, wo er gegen Daniel Cox verlor. Nach diesem Turnier erhielt er eine Wildcard für die Qualifikation von Wimbledon, wo er gegen den Bulgaren Dimitar Kusmanow ausschied. Bei den Challengers erreichte Broom 2022 die Viertelfinals in Nonthaburi und Drummondville, was ihm seine bis dahin beste Platzierung (Platz 362) einbrachte. Im Doppel schaffte er es zusammen mit Constantin Frantzen in Columbus bis ins Challenger-Finale. Er beendete das Jahr auf Platz 211 im Doppel-Ranking.
Im Jahr 2023 verlief seine Saison ähnlich – Broom gewann drei weitere Future-Titel, einen davon im Einzel. Bei der Ilkley Trophy konnte er durch vier Siege gegen Spieler der Top 200 das einzige Challenger-Viertelfinale des Jahres im Einzel erreichen. Zudem stand er in Calgary mit Ben Jones in seinem zweiten Challenger-Finale im Doppel. Seine Platzierung blieb im Vergleich zum Vorjahr weitgehend unverändert.

### 2024: Grand-Slam-Debüt und Top 250
Auch 2024 nahm Broom teilweise noch an Futures teil und gewann dabei einen Einzel- und drei Doppeltitel. Gegen Mitte des Jahres reichte sein Ranking jedoch aus, um dauerhaft an Challengers teilzunehmen. Besonders gute Ergebnisse erzielte er auf Rasen, etwa im Juni 2024 bei den Rothesay Open Nottingham. Dort gewann er, aus der Qualifikation startend, sechs Matches in Folge, darunter Siege gegen Lloyd Harris (98) und Daniel Evans (62), beide Top-100-Spieler. Im rein britischen Finale unterlag er Jacob Fearnley. Kurz darauf spielte Broom als Lucky Loser in Eastbourne das erste Mal im Hauptfeld der ATP Tour, schied jedoch gegen Billy Harris aus. Bei den Wimbledon Championships erhielt er eine Wildcard für das Hauptfeld im Einzel, das Mixed und das Doppel. Im Einzel verlor er in der ersten Runde gegen Stan Wawrinka. Mit Arthur Fery gelang ihm jedoch der Einzug ins Achtelfinale im Doppel, wobei sie in der zweiten Runde überraschend die an Nummer 7 gesetzten Wesley Koolhof und Nikola Mektić besiegten. Broom konnte im Doppel seine ersten zwei Turniere in Kachetien und Grodzisk Mazowiecki gewinnen, wodurch er bis auf Platz 129 der Weltrangliste kletterte. Auch im Einzel erzielte er ein neues Karrierehoch mit Rang 238.

## Erfolge
| Legende (Anzahl der Siege) |
| Grand Slam                 |
| ATP Finals                 |
| ATP Tour Masters 1000      |
| ATP Tour 500               |
| ATP Tour 250               |
| ATP Challenger Tour (2)    |

### Doppel

#### Turniersiege
| Nr. | Datum           | Turnier             | Belag     | Partner         | Finalgegner                         | Ergebnis         |
| --- | --------------- | ------------------- | --------- | --------------- | ----------------------------------- | ---------------- |
| 1.  | 24. Mai 2024    | Kachetien           | Hartplatz | Ben Jones       | Jewgeni Karlowski Jewgeni Tjurnew   | 3:6, 6:1, [10:8] |
| 2.  | 16. August 2024 | Grodzisk Mazowiecki | Hartplatz | David Stevenson | Daniel Cukierman Johannes Ingildsen | 6:3, 7:63        |